# Yoshinoya
Yoshinoya (𠮷野家) er en japansk multinational fastfoodkæde af gyuudon-restauranter.
1. ↑  Navnet er anført på engelsk og stammer fra Wikidata hvor navnet endnu ikke findes på dansk.
2. ↑  Navnet er anført på engelsk og stammer fra Wikidata hvor navnet endnu ikke findes på dansk.